# میلوش سیمونوویچ
میلوش سیمونوویچ (سیریلیک صربی: Милош Симоновић؛ زادهٔ ۲۸ مهٔ ۱۹۹۰) بازیکن فوتبال اهل صربستان است.
وی همچنین در تیم ملی فوتبال صربستان بازی کرده‌است.